# Jekek
Jekek is een bestuurslaag in het regentschap Nganjuk van de provincie Oost-Java, Indonesië. Jekek telt 5919 inwoners (volkstelling 2010).